# 千里丘站

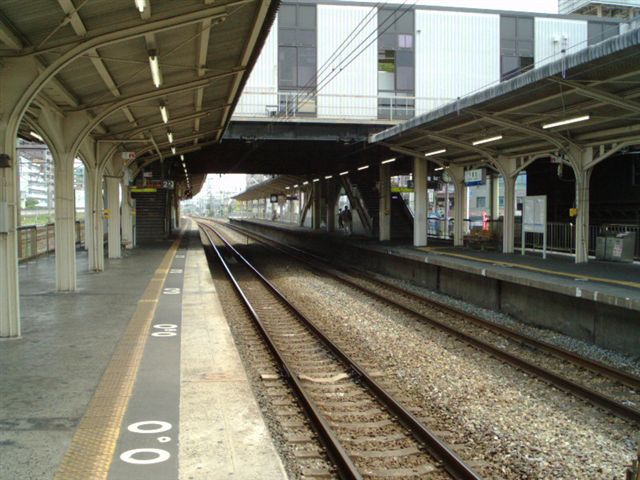
站内（2006年6月4日）

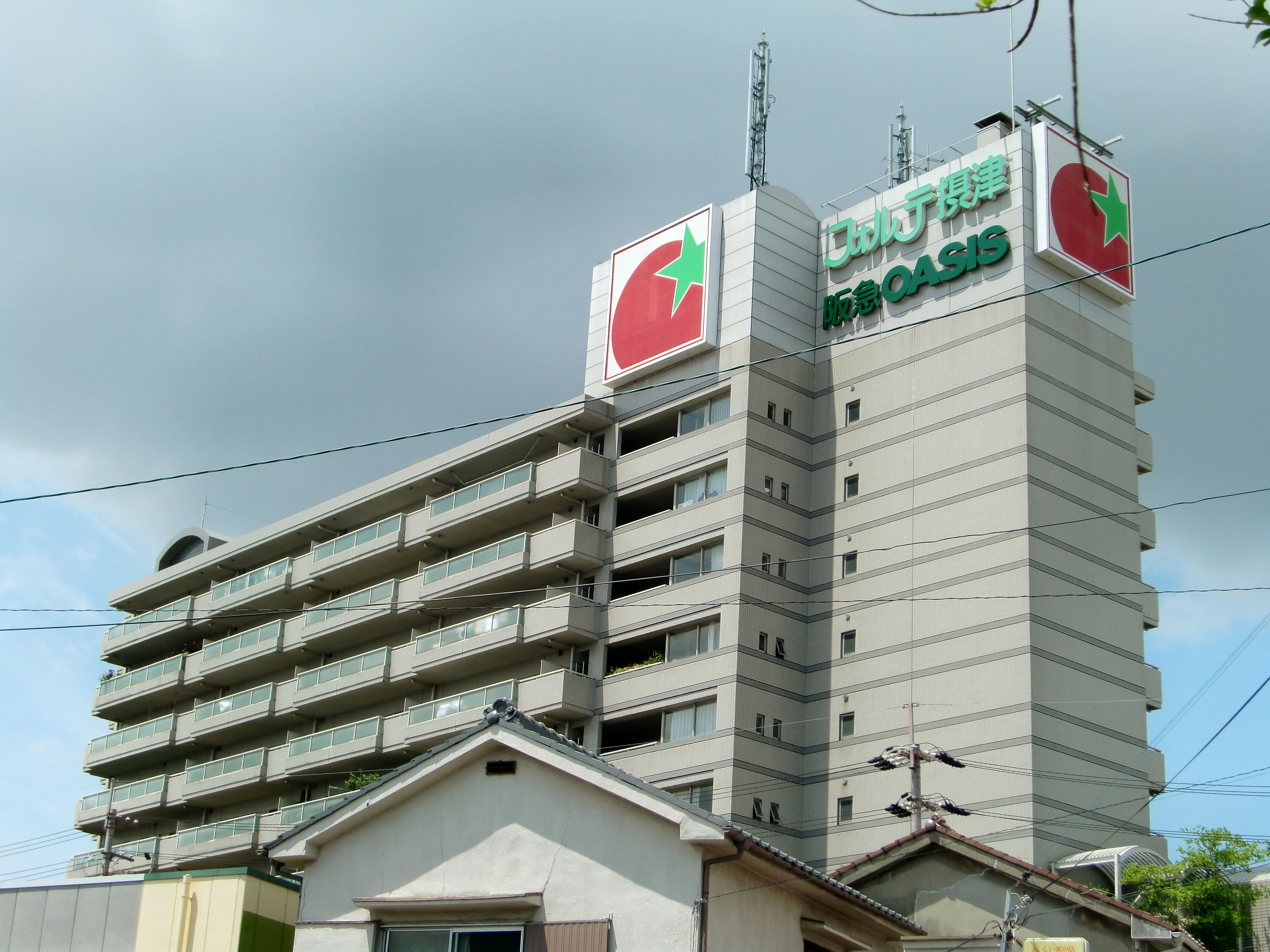
Forte攝津

千里丘站（日语：／ Senrioka eki */?）是位於大阪府攝津市千里丘一丁目，西日本旅客鐵道（JR西日本）東海道本線（JR京都線）的車站。車站編號為JR-A42。

## 歷史
此站原本是地面車站，在1970年當時計劃在舉行大阪萬博時，此站將會是最近會場的車站，因於預計車站會成為橋上站並再次開發。但是，由於與鄰站茨木站競爭失敗，因此在此在約13年後才再開發

### 年表
- 1938年（昭和13年）12月1日 - 鐵道省東海道本線茨木站至吹田操車場（現時為吹田號誌站（日语：吹田信号場））之間開設此站（只是旅客車站）。
- 1983年（昭和58年）3月31日 - 現時的跨站式站房重建（第二代）。
- 1987年（昭和62年）4月1日 - 伴隨國鐵分割民營化，車站由西日本旅客鐵道（JR西日本）營運。
- 1988年（昭和63年）3月13日 - 制定路線別名「JR京都線」。
- 2002年（平成14年）7月29日 - 引入JR京都・神戶線運行管理系統（日语：アーバンネットワーク運行管理システム#JR京都・神戸線システム）。
- 2003年（平成15年）11月1日 - 此站可以使用IC卡ICOCA[1]。
- 2007年（平成19年）3月18日 - 更新車站自動廣播（日语：駅自動放送）。
- 2008年（平成20年）11月22日 - 月台於京都一方設有上下行電梯與升降機。
- 2014年（平成26年）12月27日 - 西出口的電梯開始使用。
- 2015年（平成27年）
  - 3月12日 - 引入進站音樂。
  - 3月14日 - 月台提高高度工程完成。
- 2018年（平成30年）3月17日 - 引入車站編號並開始使用。

此站東邊設有設有阪急京都本線路軌，距離此站最近的車站為攝津市站於2010年（平成22年）3月14日啟用。

## 車站構造
車站為一座設有跨站式站房的地面車站，設有2面4線的島式月台。外側線的列車不會停車，因此外側的1、4號月台設有柵欄，列車只會在內側2、3號月台上下乘客。設有轉轍器和絶對信號機，被定義為停留所。
此站為直營車站，由高槻站（管理站）與茨木站（地區站）管理。可使用ICOCA與互相使用的IC卡。

### 月台配置
| 月台 | 路線     | 方向 | 軌道   | 目的地                             |
| ---- | -------- | ---- | ------ | ---------------------------------- |
| 1    | JR京都線 | 上行 | 外側線 | （只供通過列車使用，設有柵欄圍封） |
| 2    | JR京都線 | 上行 | 內側線 | 高槻、京都方向                     |
| 3    | JR京都線 | 下行 | 內側線 | 新大阪、大阪、三之宮方向           |
| 4    | JR京都線 | 下行 | 外側線 | （只供通過列車使用，設有柵欄圍封） |

- 以上的路線名是使用旅客資訊上的名稱（別名、愛稱）。

## 時間表
在日間時段中，每小時設有8班。在早上繁忙時段會較多班次。

## 使用情況
2018年（平成30年）度1日平均上車人次為20,230人。
此站除攝津市市民使用此站外，也有吹田市與茨木市的市民也使用此站。在前述提及攝津市站啟用後，使用人數開始有所減少。
以下為近年1日平均上車人次列表：
| 年度               | 1日平均 上車人次 | 來源     |
| ------------------ | ---------------- | -------- |
| 1990年（平成02年） | 24,401           | [ * 1 ]  |
| 1991年（平成03年） | 24,360           | [ * 2 ]  |
| 1992年（平成04年） | 24,969           | [ * 3 ]  |
| 1993年（平成05年） | 24,885           | [ * 4 ]  |
| 1994年（平成06年） | 24,808           | [ * 5 ]  |
| 1995年（平成07年） | 25,665           | [ * 6 ]  |
| 1996年（平成08年） | 25,831           | [ * 7 ]  |
| 1997年（平成09年） | 24,611           | [ * 8 ]  |
| 1998年（平成10年） | 23,131           | [ * 9 ]  |
| 1999年（平成11年） | 22,172           | [ * 10 ] |
| 2000年（平成12年） | 21,566           | [ * 11 ] |
| 2001年（平成13年） | 20,689           | [ * 12 ] |
| 2002年（平成14年） | 20,483           | [ * 13 ] |
| 2003年（平成15年） | 20,971           | [ * 14 ] |
| 2004年（平成16年） | 20,768           | [ * 15 ] |
| 2005年（平成17年） | 20,517           | [ * 16 ] |
| 2006年（平成18年） | 20,566           | [ * 17 ] |
| 2007年（平成19年） | 20,145           | [ * 18 ] |
| 2008年（平成20年） | 19,652           | [ * 19 ] |
| 2009年（平成21年） | 19,296           | [ * 20 ] |
| 2010年（平成22年） | 18,258           | [ * 21 ] |
| 2011年（平成23年） | 18,095           | [ * 22 ] |
| 2012年（平成24年） | 18,410           | [ * 23 ] |
| 2013年（平成25年） | 19,071           | [ * 24 ] |
| 2014年（平成26年） | 19,214           | [ * 25 ] |
| 2015年（平成27年） | 19,760           | [ * 26 ] |
| 2016年（平成28年） | 20,064           | [ * 27 ] |
| 2017年（平成29年） | 20,179           | [ * 28 ] |
| 2018年（平成30年） | 20,230           | [ * 29 ] |

## 車站周邊
此站位於攝津市北邊。在東海道本線北邊設有府道14號大阪高槻京都線（產業道路）。另外，向茨木站方向約400米便進入茨木市。此站是在千里丘陵東南邊的山麓。
在車站東出口中，由於進行站前再開發項目，因此建設了Forte攝津與巴士總站。現時西出口繼續進行再開發項目。在車站南邊設有攝津市立綜合福祉會館（現時由於建築物老化而關閉）和天象儀。
連接車站東西之間設有大阪府道142號正雀停車場線（前・大阪府道2號大阪中央環狀線），曾經為單向1線車道（狹路），中途設有交通燈。當於進行再開發，因此進行道路隧道擴幅工程。在2009年（平成21年）10月，道路擴展至雙向單線行車。此外，曾經有一段時間禁止右轉，產業道路吹田市街方向右轉（往千里丘站、門真市方向），但是現時全日可右轉。

### 車站大廈
- 新鮮麵包店神戶屋（日语：神戸屋）
- Mister Donut
- 田村書店（日语：田村書店）
- 7-Eleven Heart．in

### 西出口
- 大阪府道1號茨木攝津線（日语：大阪府道1号茨木摂津線）
- 大阪府道14號大阪高槻京都線（日语：大阪府道・京都府道14号大阪高槻京都線）（產業道路）
- 千里丘中央醫院
- 攝津千里丘郵局
- 吹田市立千里丘兒童會館
- 關西未來銀行（日语：関西みらい銀行）千里丘站前分店
- 吹田市立山田第二小學（日语：吹田市立山田第二小学校）
- 攝津市立千里丘小學（日语：摂津市立千里丘小学校）
- 毎日放送千里丘楊梅中心（日语：毎日放送千里丘ミリカセンター）
- Joshin
- LIFORT（日语：ライフォート）（ZiP DRUG（日语：ジップドラック））
- 業務超市（日语：神戸物産）
- Maruyasu超市（日语：マルヤス (大阪府)）JR千里丘店
- 吹田德洲會醫院
- 市立吹田足球場（距離此站步行15〜30分鐘）
- EXPOCITY（日语：EXPOCITY）

### 東出口
- Forte攝津（日语：フォルテ摂津）
  - 阪急OASIS（日语：阪急オアシス）
  - 藥Higuchi（日语：ヒグチ産業）（藥店）
- 佐竹（日语：佐竹食品）（超市）
- 阪急京都本線攝津市站

## 巴士路線
東出口設有阪急巴士與近鐵巴士兩間巴士公司。
- 阪急巴士
  - 2號月台
    - 32系統 往攝津接觸之里（經攝津市政廳前、一津屋上、上鳥飼）
    - 33系統 往柱本團地、柱本營業所（日语：阪急バス柱本営業所）（經攝津市政廳前、一津屋上、上鳥飼）
    - 34系統 往攝津接觸之里（經攝津市政廳前、阪急攝津市站前、一津屋上、上鳥飼）
    - 35系統 往柱本團地、柱本營業所前（經攝津市政廳前、一津屋上、南攝津站、一津屋上、上鳥飼）
- 近鐵巴士
  - 1號月台
    - 55號 攝津市內循環線（經正雀、別府、江口橋、暖水泳池前、攝津市政廳前 星期六與假日暫停服務）
    - 54號 往鳥飼車廠（日语：近鉄バス鳥飼営業所）（經暖水泳池前、別府 星期六與假日暫停服務，只限最尾班）

西出口設有吹田市社區巴士。
- 向日葵路線 往新蘆屋、Maison千里丘、單軌宇野邊、青葉丘、山田南、下山田、山田樫切山
- 青葉路線 往新蘆屋、Maison千里丘、單軌宇野邊、青葉丘、長野公園北、下山田、山田南

西出口在2017年12月1日（金）〜2018年12月28日（金）的平日之間，設有前往EXPOCITY的巴士。所需時間為約15分鐘。

### 其他
- 近鐵巴士在2006年（平成18年）11月起，開設循環巴士，前往攝津市政廳玄關前。之前前往南攝津站的平日班次減半。另外也曾設有京阪巴士（日语：京阪バス）前往京阪守口市站或京阪門真市站，近鐵巴士前往JR八尾站。在1997年（平成9年）大阪單軌電車線南茨木至門真市之間開通前後停止運行。
- 此外，在2006年（平成18年）12月31日，以下近鐵巴士路線由於乘客減少與成本高的理由使暫停營運。在替代路線中，設有巴士路線從JR茨木站、阪急茨木市站前往水尾3丁目和南攝津（前往野野宮中，由於從川端通往南茨木站的道路開通，在2012年4月起前往南茨木站的路線重開。但是，此路線途經島，與以往的路線有很大差別）。因此在此站出發的近鐵巴士只有攝津市內循環系統。
  - 31號 經島往野野宮
  - 50號 經正雀、別府往江口橋（只有平日早上1班）
  - 53號 經正雀往別府（鳥飼營業所（日语：近鉄バス鳥飼営業所）出入車廠，以及只限晚上運行）
  - 55號 經正雀、別府往南攝津站
- 在西出口一邊，設有免費巴士前往吹田市千里丘陵（日语：千里丘陵）毎日放送千里丘廣播中心（日语：毎日放送千里丘放送センター）與其附屬千里之湯，在2006年度中千里之湯關閉，隨即終止運行。但是，仍然設有員工巴士前往千里丘廣播中心。此外，距離車站較遠的公寓大廈居民可於此站前乘坐前往各公寓大廈之間的珍寶的士或迷你巴士。前往公寓大廈的路線由當地巴士公司或的士公司簽定合約而行走，另外，這些路線沒有巴士站牌，主要在府道的側道出發。以前曾在西出口的出入口出發，由於會影響交通因此遷移至側道出發。
- 在產業道路千里丘路口附近設有吹田市的社區巴士吹吹巴士（日语：すいすいバス）巴士站，在千里丘地下道擴寬外開始駛入側道，使路線較近車站。
- 2018年11月2日前，在東出口設有阪急巴士58系統 Maison千里丘循環線。

## 相鄰車站
西日本旅客鐵道
 JR京都線（東海道本線）
■新快速、■快速
通過
■普通
茨木（JR-A41）－千里丘（JR-A42）－岸邊（JR-A43）
- 在營業距離上，曾經以吹田號誌站（此站至岸邊站）為準，現時岸邊站至吹田站之間設有吹田貨物總站。

### 內文
1. ↑  「ICOCA」いよいよデビュー! 〜 平成15年11月1日（土）よりサービス開始いたします 〜（互聯網檔案館） - 西日本旅客鐵道新聞發布 2003年8月30日
2. ↑  .   [2020-03-20]. （原始内容存档于2018-09-16）.

### 使用狀況
1. ↑  大阪府統計年鑑 （页面存档备份，存于） - 大阪府
2. ↑  摂津市統計要覧 （页面存档备份，存于） - 攝津市

大阪府統計年鑑
1. ↑  大阪府統計年鑑（平成3年）PDF
2. ↑  大阪府統計年鑑（平成4年）PDF
3. ↑  大阪府統計年鑑（平成5年）PDF
4. ↑  大阪府統計年鑑（平成6年）PDF
5. ↑  大阪府統計年鑑（平成7年）PDF
6. ↑  大阪府統計年鑑（平成8年）PDF
7. ↑  大阪府統計年鑑（平成9年）PDF
8. ↑  大阪府統計年鑑（平成10年）PDF
9. ↑  大阪府統計年鑑（平成11年）PDF
10. ↑  大阪府統計年鑑（平成12年）PDF
11. ↑  大阪府統計年鑑（平成13年）PDF
12. ↑  大阪府統計年鑑（平成14年）PDF
13. ↑  大阪府統計年鑑（平成15年）PDF
14. ↑  大阪府統計年鑑（平成16年）PDF
15. ↑  大阪府統計年鑑（平成17年）PDF
16. ↑  大阪府統計年鑑（平成18年）PDF
17. ↑  大阪府統計年鑑（平成19年）PDF
18. ↑  大阪府統計年鑑（平成20年）PDF
19. ↑  大阪府統計年鑑（平成21年）PDF
20. ↑  大阪府統計年鑑（平成22年）PDF
21. ↑  大阪府統計年鑑（平成23年）PDF
22. ↑  大阪府統計年鑑（平成24年）PDF
23. ↑  大阪府統計年鑑（平成25年）PDF
24. ↑  大阪府統計年鑑（平成26年）PDF
25. ↑  大阪府統計年鑑（平成27年）PDF
26. ↑  大阪府統計年鑑（平成28年）PDF
27. ↑  大阪府統計年鑑（平成29年）PDF
28. ↑  大阪府統計年鑑（平成30年）PDF
29. ↑  大阪府統計年鑑（令和元年）PDF

## 外部連結
- 千里丘｜車站資訊：JR出門網 - 西日本旅客鐵道
- 千里丘Net